# SN 1964K
SN 1964K – supernowa odkryta 25 listopada 1964 roku w galaktyce MCG +01-59-19. W momencie odkrycia miała maksymalną jasność 17,00m.